# SE모빌리티
주식회사 SE모빌리티(영어: S.E. Mobility)는 LS그룹 계열의 천연가스버스 및 전기버스 충전소 운영 업체이다.

## 역사 및 현황
2022년 12월 수원여객에서 인적분할되어 SN모빌리티라는 사명으로 설립되었으며, 2023년 1월 수원여객의 천연가스 충전소 자회사인 수원CNG와 용남고속의 천연가스 충전소 자회사인 수원서부충전소의 지분을 전액 보유한 SE모빌리티 구. 법인을 흡수합병 하였다.
2023년 2월 사명을 SE모빌리티로 변경하였다.
2023년 5월 LS그룹 계열사인 LS이링크가 SE모빌리티 지분 49.9%를 총 430억 원에 취득하였다.
2023년 7월 3일에 LS그룹 계열사에 편입되었다.
2024년 5월 3일에는 최진태 대표이사 단독 체계로 변경되었다.